# Gordonstoun School
Le collège de Gordonstoun est un pensionnat situé à Elgin dans la région écossaise de Moray. Il a été fondé en 1934 par un éducateur juif allemand, Kurt Martin Hahn, ancien dirigeant du collège de Salem au Bade-Wurtemberg, qui avait fui les persécutions nazies.
Il porte le nom du domaine de 61 hectares ayant appartenu à Robert Gordon — surnommé le « mage de Gordonstoun » — au XVIIe siècle.
L’éducation est fondée sur le développement en tant qu’individu mais également en tant que membre de communautés. Les valeurs mises en avant sont l’habileté, la compassion, l’honnêteté, l’initiative et le service aux autres[réf. nécessaire].
Philip Mountbatten y a étudié, tout comme son fils, le roi Charles III.
L'école internationale d'été Gordonstoun a commencé à fonctionner en 1976 et depuis lors, elle a fourni ses services à plus de 7000 élèves[réf. à confirmer].
L'inspection HMIE de 2009 a évalué Gordonstoun comme « excellent » dans son programme d'études.